# Alginet
Alginet é um município da Espanha, na província de Valência, Comunidade Valenciana. Tem 24,1 km² de área e em 2021 tinha 13 942 habitantes (densidade: 578,5 hab./km²). Pertence à comarca de Ribera Alta, e limita com os municípios de Guadassuar, Alfarp, Algemesí, Benifaió e Sollana.